# Saurmag I d'Ibèria
Saurmag va ser un rei d'Ibèria que suposadament va governar durant 75 anys del 234 aC al 162 aC. Va succeir al seu pare Parnavaz I d'Ibèria (Farnabaz o Farnabaces I) que hauria mort molt vell (uns 90 anys si hem de creure a les cròniques).
Segons els relats de les cròniques, els nobles es van unir contra el rei i el volien matar, però Saurmag se'n va assabentar i es va refugiar a la terra dels dzurzuks (ancestres dels moderns vainakhs (txetxens i ingúixos), d'on la seva mare era originària. Amb l'ajut dels dzurdzuks, Saurmag va derrotar els revoltats i va crear una nova noblesa directament dependent de la corona.
El 190 aC els Selèucides van perdre Armènia que va quedar en mans dels governadors Artaxes I i Zariadres, que es van proclamar reis d'Armènia i d'Armènia Soféna. Les lluites per la corona a Ibèria afebliren el regne i els armenis van ocupar la Gogarèna i la Khorzèna. Tanmateix el regne d'Egrissi va aprofitar per apoderar-se d'una part dels territoris occidentals. Segons les cròniques Saurmag va restar favorable a la política selèucida com havia estat el seu pare, però el seu propi nom, d'origen iranià, mostra els llaços que existien amb aquesta cultura. Saurmag hauria introduït el culte de les deitats Ainia i Danina.
Si tal com diuen les cròniques va morir vers el 160 aC, i comptant que no podia ser un infant quant va arribar al tron, hauria viscut uns cent anys. No va deixar fills mascles, però si una filla, que estava casada amb un noble iranià, Mirian o Mirvan I, al que va adoptar com a fill.